# Velatorio

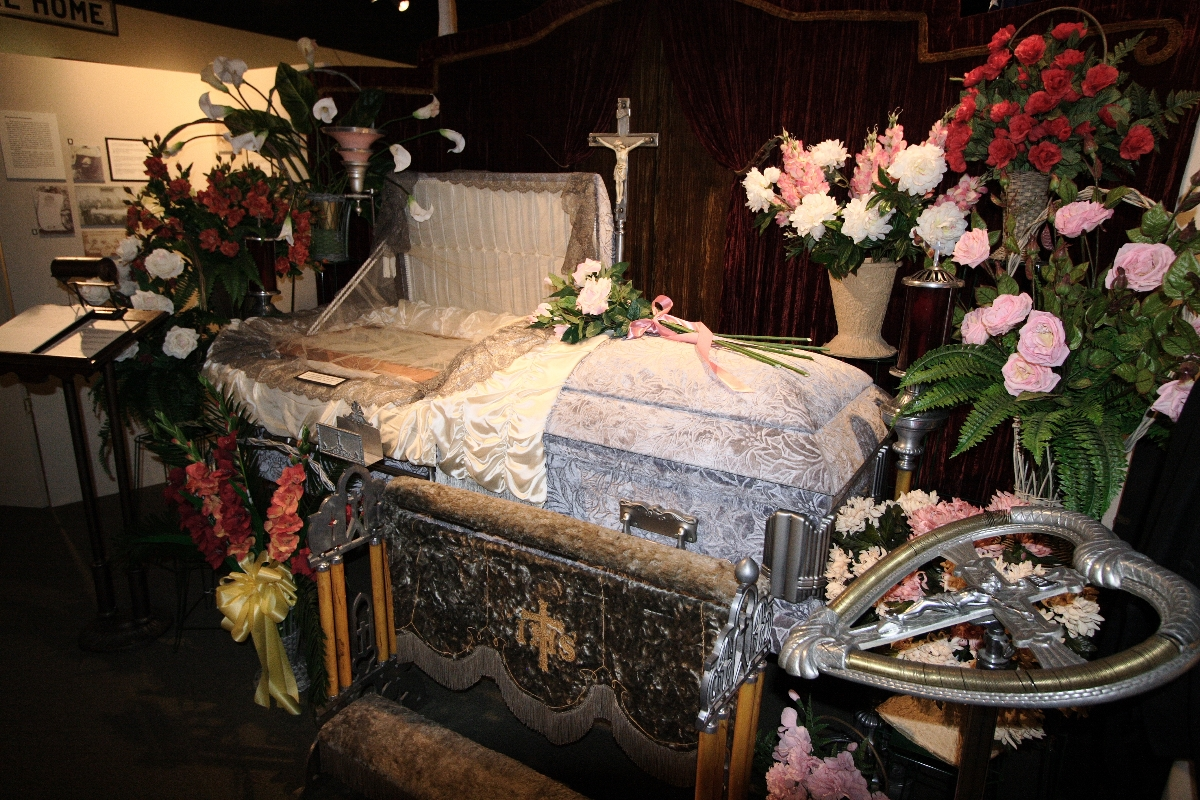
Una recreación de un velorio en un museo

Un velatorio, una velación o un velorio es una reunión o celebración tradicional de los allegados y amigos de un difunto en las horas que siguen a su muerte y antes de la inhumación o cremación del cadáver.

## Descripción
Por tradición, el velatorio se desarrolla con el difunto "de cuerpo presente", en la misma habitación o en una anexa cuando se realiza en su domicilio; si bien, en el Occidente masificado, el progreso y las leyes han provocado que el velatorio desde finales del siglo XX se realice habitualmente en el tanatorio o la funeraria que disponen de salas preparadas para estos casos, o en el sanatorio, hospital o institución de acogida correspondiente. En función de la confesión religiosa del difunto y su familia se realizan los correspondientes rezos y ceremonias. Aunque la tendencia al laicismo ha hecho que este tipo de manifestaciones, en un tiempo dramáticas y ocasionalmente suntuosas, se haya reducido de forma considerable a una reunión de luto para la "última despedida" a la persona fallecida.
Cuando el difunto ha sido una personalidad o muy popular, se celebran velatorios públicos o se expone el cuerpo en una capilla ardiente, como en los funerales de estado.

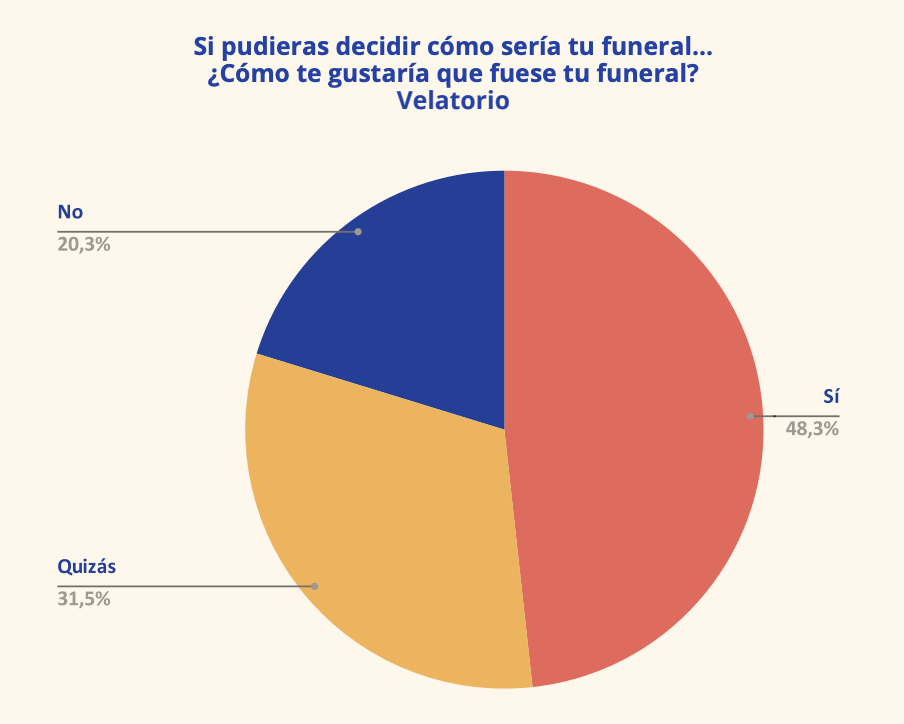
Porcentaje población que desearía velatorio en su funeral - Funos Barómetro Sector Funerario y Asegurador 2023

Aunque la tendencia occidental de finales del siglo XX y principios del siglo XXI ha sido llevar los velatorios de los domicilios a los tanatorios, en los últimos años, y especialmente después de la pandemia de Covid-19, están creciendo mucho los "funerales directos", ya sean "inhumación directa" o "cremación directa", es decir, servicios funerarios sin velatorio ni ceremonia. Este auge se explica por la tendencia a abaratar los servicios funerarios, el progresivo laicismo de las sociedades occidentales, así como la experiencia que han vivido muchas familias durante la pandemia al tener que realizar un servicio funerario sin velatorio ni acto social alguno. Según el Barómetro Funos del Sector Funerario y Asegurador 2023, los servicios funerarios directos están en pleno crecimiento, tanto en España, como en otros países. Por ejemplo, el 41% de las cremaciones fueron cremaciones directas en Estados Unidos en 2021 (según «Cremation and burial report 2023». NFDA.), o el 18% de todos los servicios funerarios en Reino Unido fueron cremaciones directas en 2022 (según el estudio «Sunlife: The Cost of Dying 2023». Sunlife.).

## Otras costumbres y tradiciones
En algunas regiones, como en el Caribe colombiano, se llama velorio a los nueve días ininterrumpidos desde la muerte de la persona; en las que los vecinos acompañan a los familiares del fallecido, mientras se encuentra el difunto presente y en los días y noches siguientes se realizan rezos, cantos, se ríe, come, bebe y juega, etc., durante la noche y hasta amanecer,  según sus costumbres y tradiciones.

## En la historia de la pintura

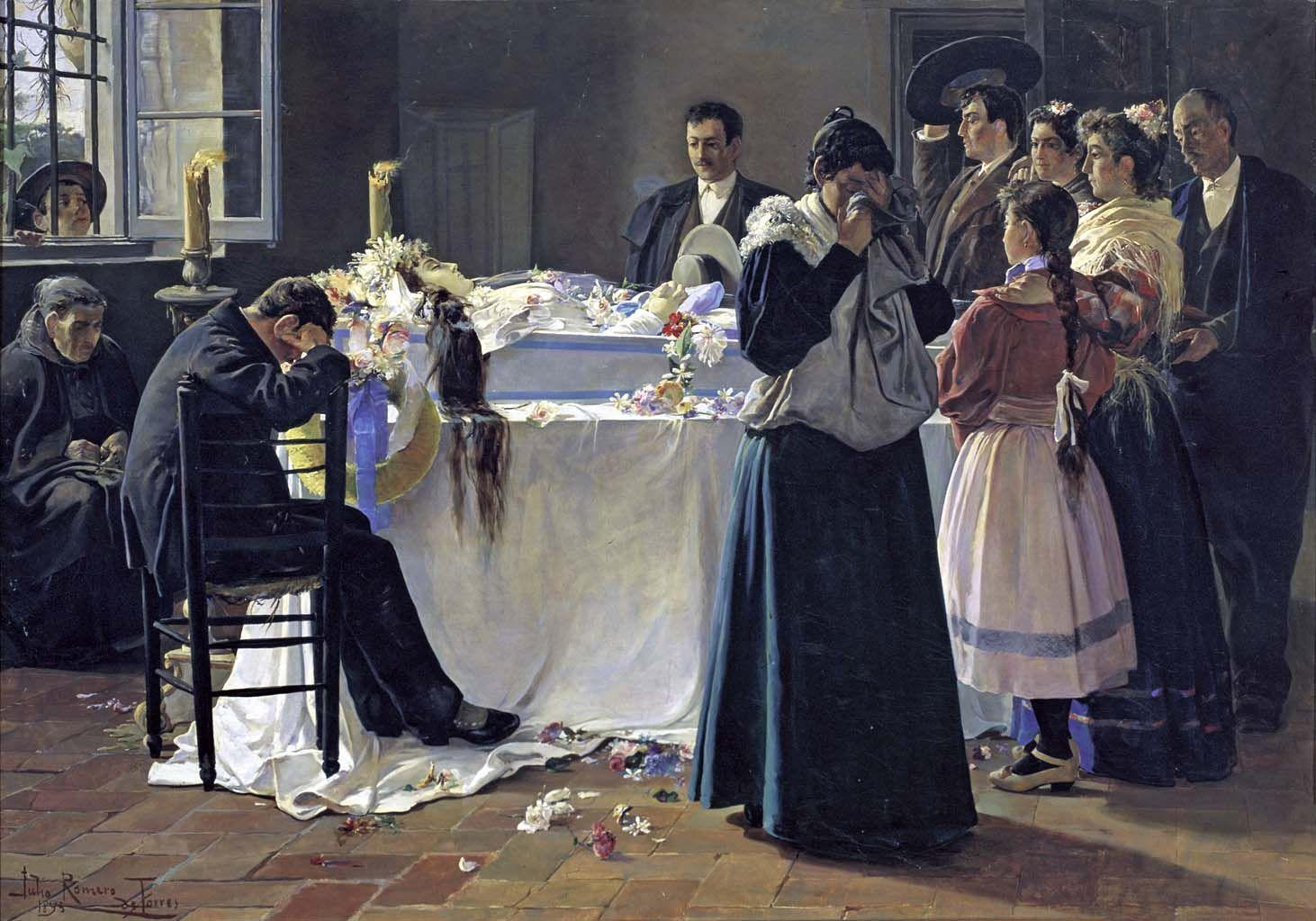
Mira que bonita era (ca. 1895) por Julio Romero de Torres. Museo Julio Romero de Torres
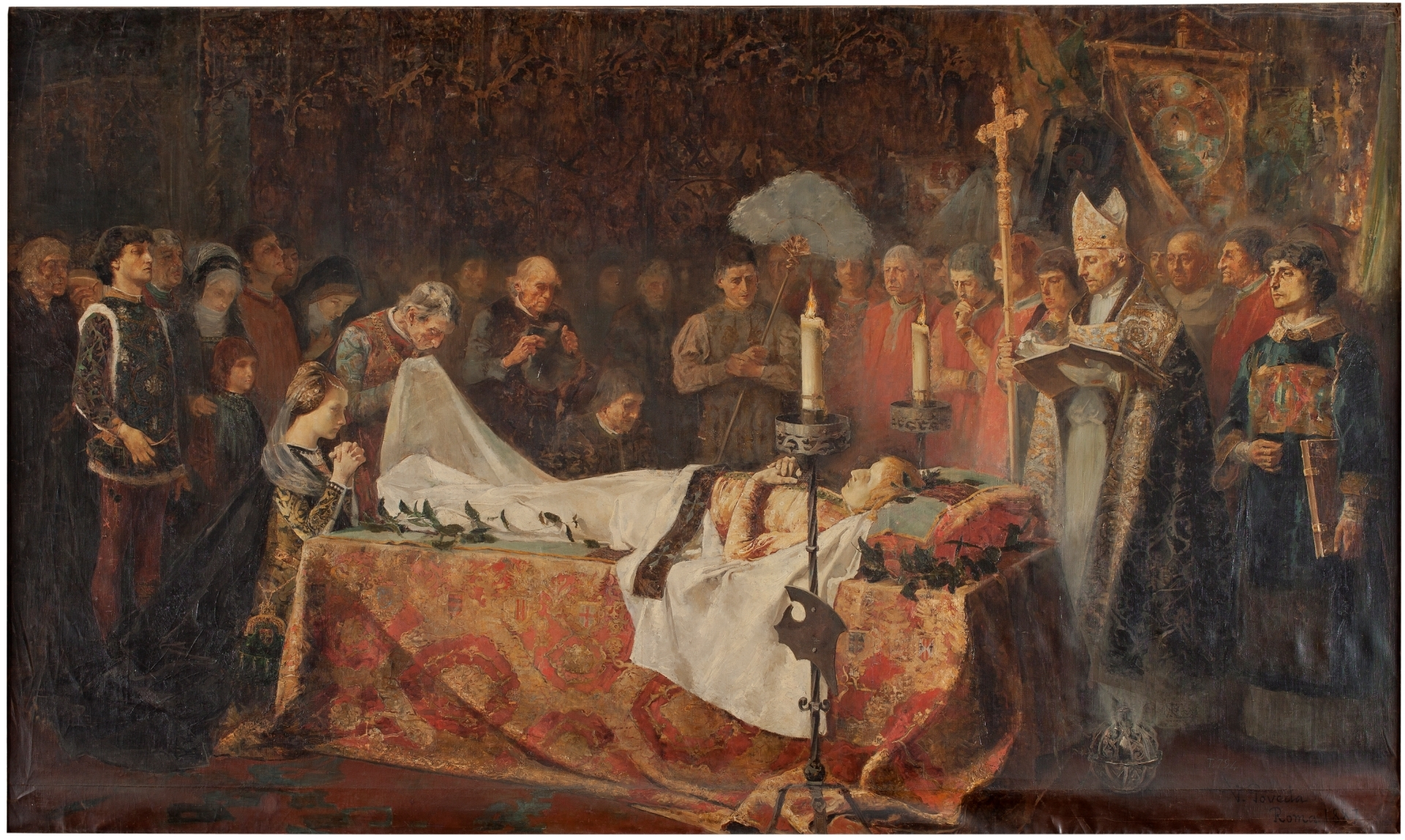
Muerte del príncipe de Viana (1887) de Vicente Poveda y Juan.
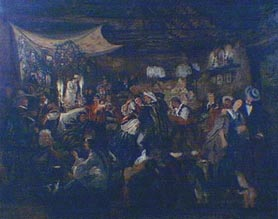
El velatorio del angelito (1840) por Ernest Charton. Museo Nacional de Bellas Artes (Argentina))
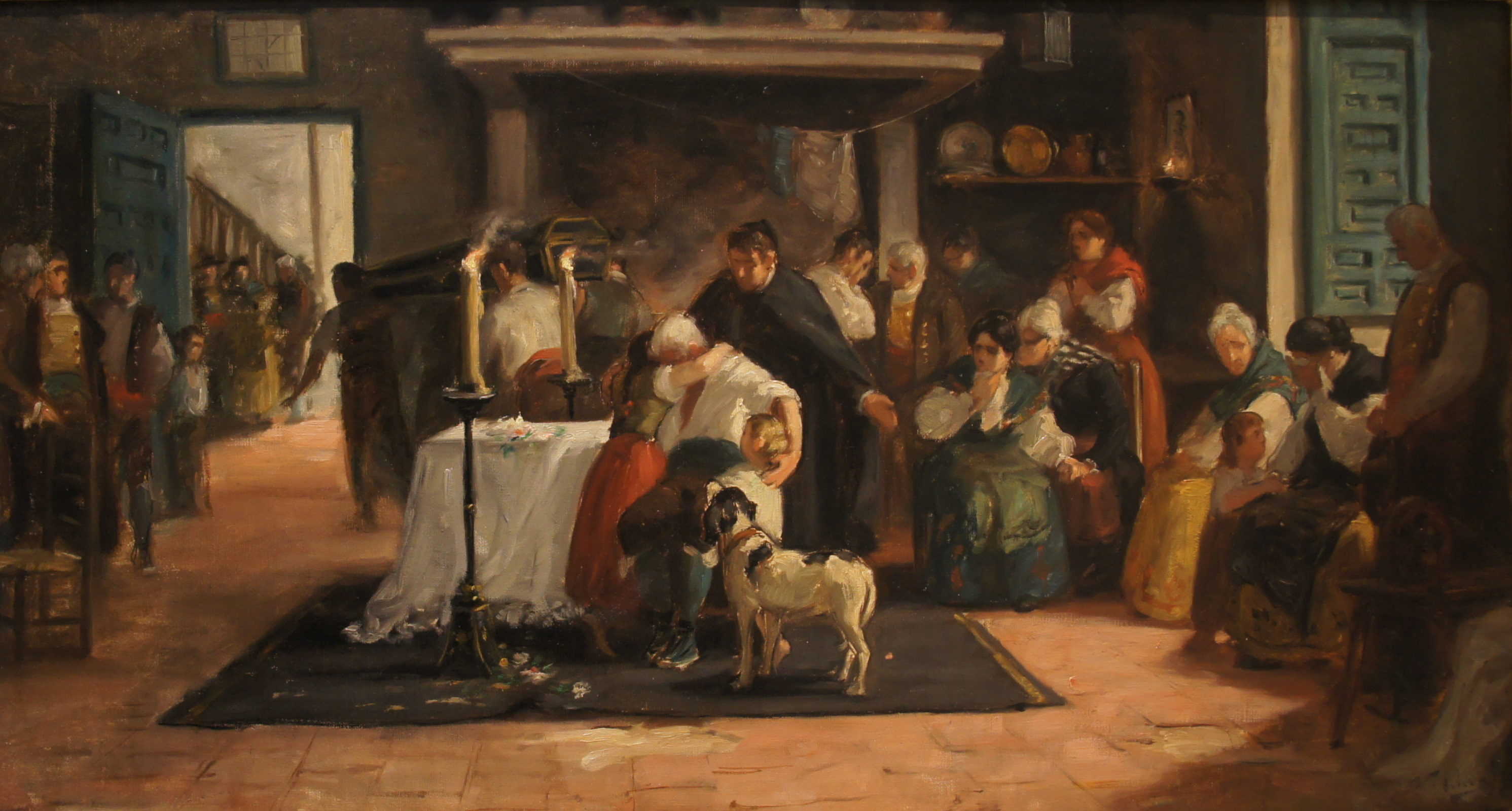
El velatorio por Ulpiano Checa. Museo Ulpiano Checa (España))